# Église Saint-Pierre de Dagny-Lambercy
L'église Saint-Pierre de Dagny-Lambercy est une église située à Dagny-Lambercy, en France.

## Description
L'église Saint-Pierre est entourée de son cimetière et surplombe la rue principale qui contourne leur talus en faisant plus d'un demi-cercle. La haie du talus a été récemment remplacée par un mur et un escalier montant au cimetière et à l'église. 

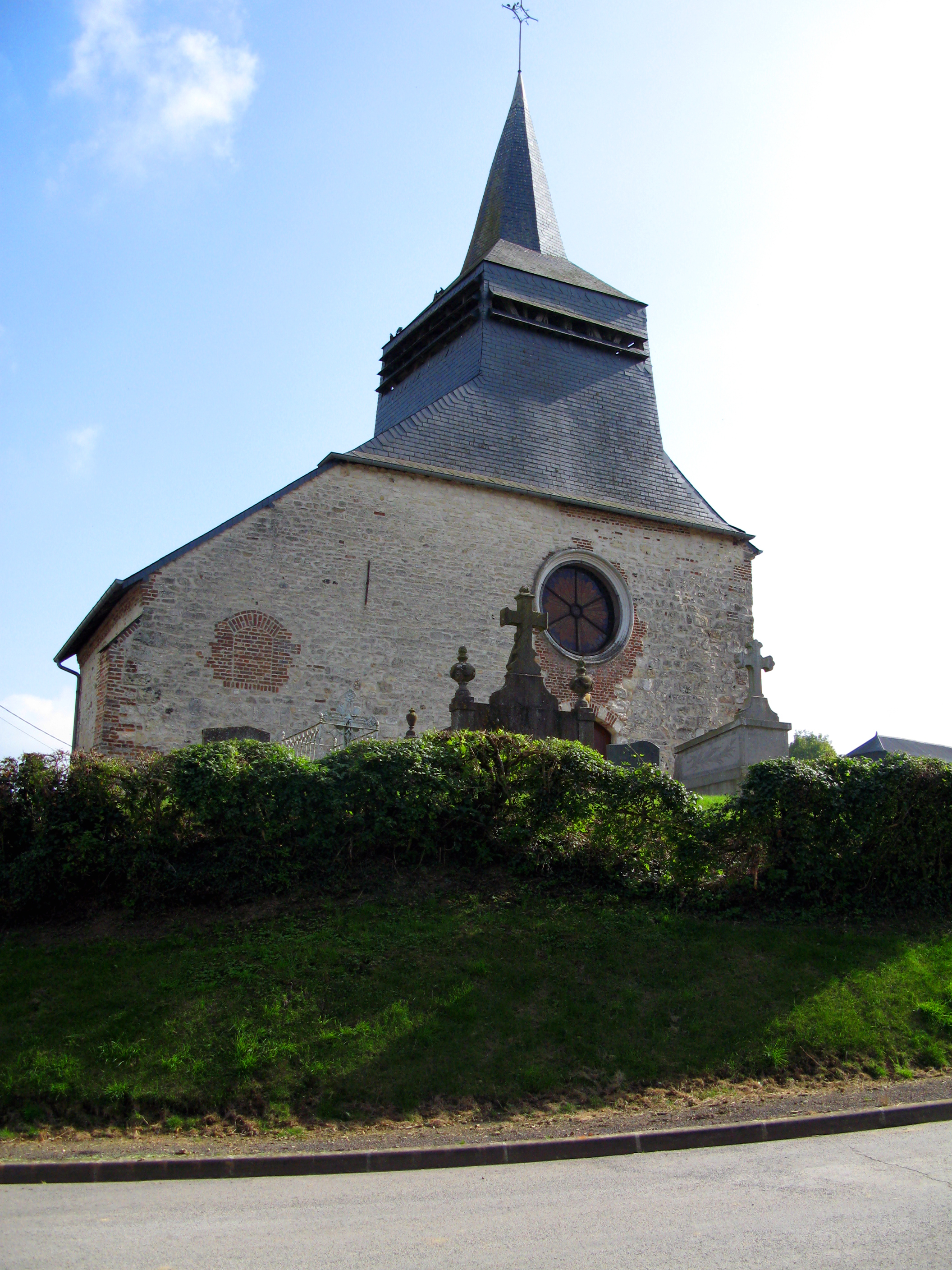
L'église et la haie du talus en 2007.
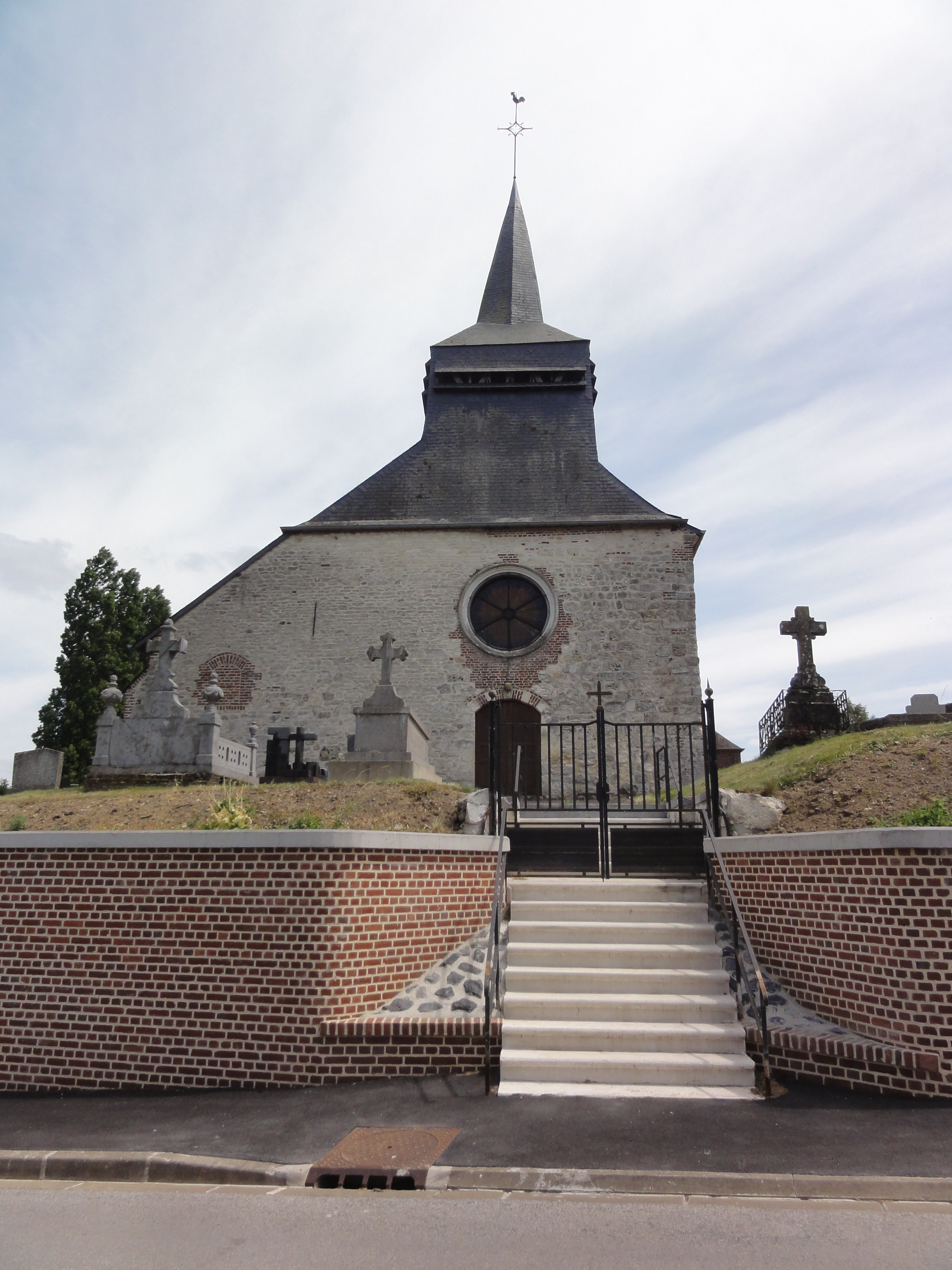
L'église et le mur du talus en 2014.

## Localisation
L'église est située sur la commune de Dagny-Lambercy, dans le département de l'Aisne.

## Historique
Au Moyen Âge, le droit de patronage (possibilité de présenter à l'évêque, pour qu'il l'ordonne, le desservant d'une église) de la paroisse de Dagny-Lambercy, appartenait à l'abbé du monastère de Thenailles ; les gros décimateurs étaient le prieur-curé de la paroisse pour un tiers, l’abbaye Saint-Nicaise de Reims pour 4/9 et l'abbaye de Thenailles pour 2/9.